# Murray Rose
Murray Rose   (Birmingham i Nairn, 6 de gener de 1939 - Sydney, 15 d'abril de 2012) fou un nedador australià, guanyador de sis medalles olímpiques.

## Carrera esportiva
Va participar, als 17 anys, en els Jocs Olímpics d'Estiu de 1956 realitzats a Melbourne (Austràlia), esdevenint un dels grans triomfadors dels Jocs en aconseguir guanyar tres medalles d'or en les tres proves disputades: 400 metres lliures i relleus 4x200 metres lliures (amb rècord del món inclòs en ambdues proves) així com en els 1500 metres lliures. En els Jocs Olímpics d'Estiu de 1960 realitzats a Roma (Itàlia) aconseguí revalidar el seu títol olímpic de 400 metres lliures i posteriorment guanyà la medalla de plata en els 1500 metres lliures i la medalla de bronze en els relleus 4x200 metres lliures.
Aconseguí guanyar quatre medalles d'or en els Jocs de l'Imperi Britànic i de la Comunitat l'any 1962. L'any 1968 participà en la pel·lícula Estació polar Zebra, dirigida per John Sturges.
El 1965 va ser inclòs a l'International Swimming Hall of Fame i el 1985 al Sport Australia Hall of Fame.
En els Jocs Olímpics d'Estiu de 2000 realitzats a Sydney (Austràlia) fou un dels vuit esportistes encarregats d'entrar la Bandera Olímpica dins de l'estadi olímpic durant la cerimònia d'obertura dels Jocs.